# Zeitgeist
Zeitgeist je šesté oficiální album The Smashing Pumpkins, které vzniklo po je jejich rozpadu roku 2000. Billy Corgan a Jimmy Chamberlin se spojili s novými členy Jeffem Schroederem a Ginger Reyes, kteří vystřídali bývalé členy kapely. Album vyšlo 10. července 2007, poté se kapela vydala na světové turné. První singl Tarantula vyšel 22. května 2007.

## Seznam skladeb
1. Doomsday Clock - 3:41
2. 7 Shades of Black - 3:15
3. Bleeding the Orchid - 3:58
4. That's the Way (My love Is) - 3:44
5. Tarantula - 3:47
6. Starz - 3:41
7. United States - 9:50
8. Neverlost - 4:13
9. Bring the Light - 3:35
10. (Come On) Let's Go - 3:15
11. For God and Country - 4:51
12. Pomp and Circumstances - 4:18

## Složení kapely
- Billy Corgan - kytara, zpěv, produkce
- Jimmy Chamberlin - bicí
- Ginger Reyes - basa
- Jeff Schroeder - kytara